# Damon Bailey
Damon Bailey (Heltonville, 21 ottobre 1971) è un ex cestista e allenatore di pallacanestro statunitense.

## Carriera
È stato selezionato dagli Indiana Pacers al secondo giro del Draft NBA 1994 (44ª scelta assoluta).
Con gli Stati Uniti ha disputato i Giochi panamericani di Winnipeg 1999.

## Palmarès
- McDonald's All-American Game (1990)
- NCAA AP All-America Third Team (1994)
- All-CBA First Team (1998)
- All-CBA Second Team (1999)
- Miglior passatore CBA (1999)